# Videoinstalación

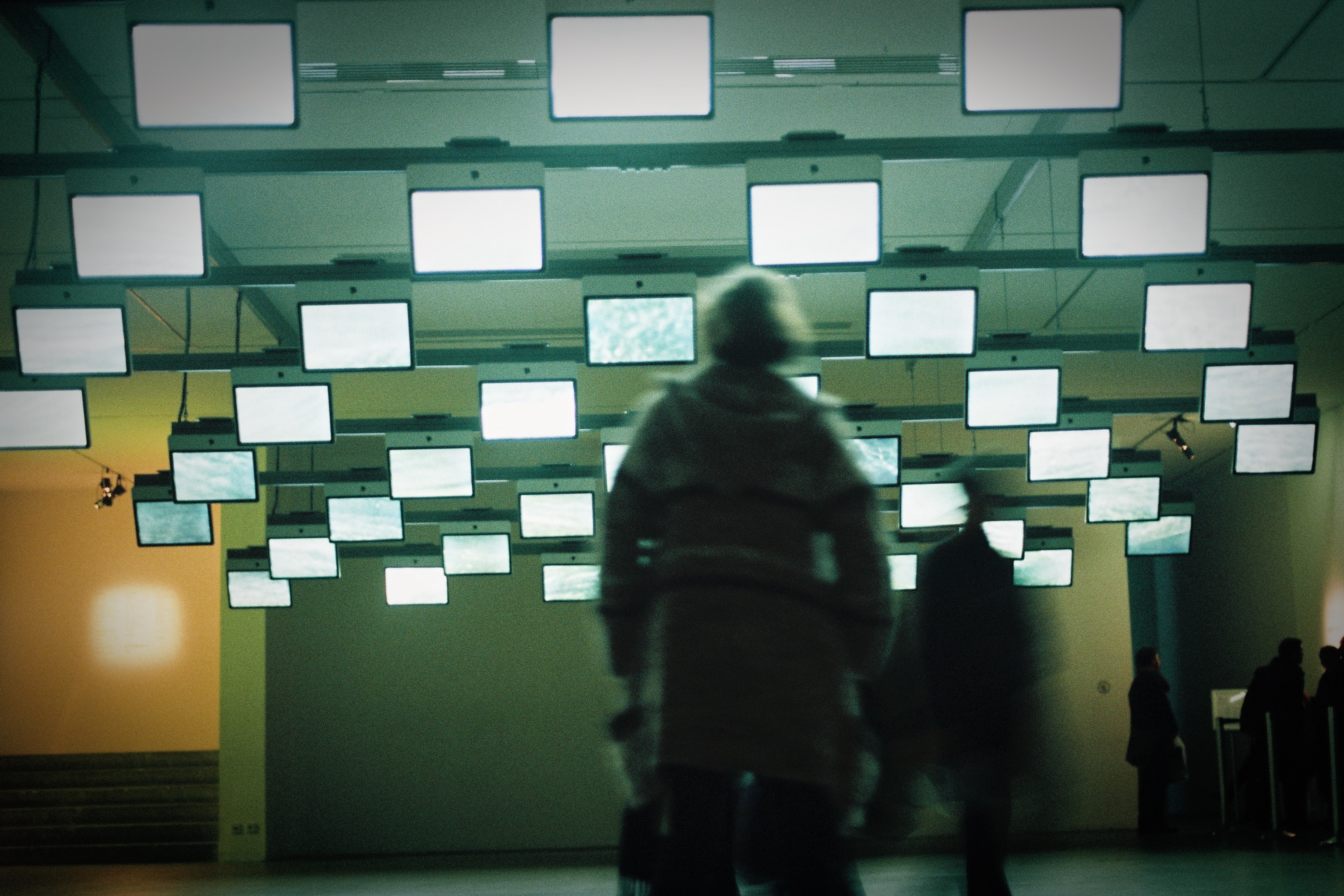
Ejemplo de videoinstalación en un recinto cerrado.

Forma de expresión artística que utiliza el vídeo como componente central, y que relaciona la imagen videográfica con otros objetos y materiales, ocupando un espacio específico. La imagen de video en este caso, desborda el reducido marco de un televisor por su tamaño y forma y no está condicionada ni tiene relación alguna con la televisión en cuanto medio de comunicación. La imagen electrónica se segrega de la televisión y altera el estatuto del televisor, de la imagen televisiva y del espectador.
La videoinstalación (o video instalación) cambia radicalmente las relaciones entre espectador e imagen electrónica, entre audiencia y monitor. Las nuevas tecnologías han permitido además, mediante sistemas de proyección, independizar la imagen de video del monitor. No se trata por lo tanto de ver las imágenes ante una pantalla, sino de recorrer el espacio integrando las imágenes y los otros elementos a él.

## Instalación multimedial
Instalación que considera entre los elementos que la configuran, aparatos y medios tecnológicos que permiten incorporar imagen, sonidos y textos.

## Artistas
- Antoni Muntadas
- Paloma Navares
- Nam June Paik